# Jean De Clercq
Jean De Clercq (Antwerpen, 1905. május 17. – 1984. március 20.), belga válogatott labdarúgó.
A belga válogatott tagjaként részt vett az 1930-as világbajnokságon.

## Sikerei, díjai
Antwerp
- Belga bajnok (2): 1929, 1931

## Külső hivatkozások
- Jean De Clercq statisztikái a rafcmuseum.be honlapján